# Аликей Нарыков
Аликей Нарыков (погиб в 1552, Казань) – мурза, карачи-бек Казанского ханства из рода Тама, брат Чуры Нарыкова.

## Биография
Аликей был младшим сыном князя Нарыка. В русских источниках упоминается как Аликей Нарыков сын, Алекей мурза Чюрин брат Нарыкова.
Имя Аликея в источниках впервые встречается 1546 году, когда после гибели своего брата Чуры, спасаясь от репрессий Сафа-Гирей хана, вместе с братом Исламом, Кулыш князем, Тереул-дуван князем, Бурнаш князем и 76 человек покинул Казань . В сентябре 1547 года был в Москве, в 1549 году находился в Ногайской Орде . Некоторое время состоял на русской службе. 9 марта 1552 года вместе с князем Кебеком и князем Исламом Нарыковым, опередив наместника С. И. Микулинского, въехал в Казань, запер ворота и поднял казанцев на вооружённое сопротивление, воспрепятствовав въезду в Казань русского наместника и размещению в городе русского гарнизона. Член ханского дивана при Ядыгар-Мухаммеде , один из организаторов обороны Казани от войск Ивана IV осенью 1552 года. Погиб при защите города.